# Тодорка Кондова-Зафіровська
Тодорка Кондова-Зафіровська (мак. Тодорка Кондова-Зафировска; нар. 1 лютого 1926, Прилеп, Королівство сербів, хорватів і словенців — пом. 29 травня 2003, Скоп'є, Республіка Македонія) — югославська акторка театру та кіно, режисерка, педагог.

## Життєпис
Тодорка Кондова-Зафіровська народилася в Прилепі в 1926 році. Старша сестра художника Димитра Кондовськи. Грала у щойноствореному в 1945 році Македонському народному театрі, починаючи з першого спектаклю македонською мовою «Платон Кречет» (1945). У 1948 році розпочала навчання на режисерському відділенні Академії театрального мистецтва в Белграді. У 1952 році повернулася до Республіки Македонії, де почала викладати акторську майстерність, стала першою жінкою-доцентом на факультеті драматичного мистецтва в Університеті Скоп'є і написала книгу «Акторська майстерність».
У 1965 році Тодорка Кондова-Зафіровська залишила Македонський народний театр і заснувала Драматичний театр Скоп'є, першою виставою якого стала «Богомільська балада».
Кондова-Зафіровська працювала режисером у Драматичному театрі Скоп'є аж до 1976 року, коли вирішила повністю присвятити себе викладанню.
Двічі — в 1960 і 1983 роках — була нагороджена державною нагородою Республіки Македонії «11 жовтня».
29 травня 2003 року в Скоп'є Тодорку Кондову-Зафіровську збив автомобіль на пішохідному переході, від чого та померла на місці.

## Творчість

### Ролі

#### У театрі
| Рік  | Назва              | Роль                      |
| ---- | ------------------ | ------------------------- |
| 1945 | Платон Кречет      | Марія                     |
| 1946 | Король Віфанії     | Хана                      |
| 1946 | Казка про правду   | Зоя Космодем'янська       |
| 1948 | Одруження          | Текля Іванівна            |
| 1954 | Скляний звіринець  | мати                      |
| 1956 | Дім Бернарди Альби | Ангустіас                 |
| 1960 | Чайка              | Ірина Миколаївна Аркадіна |
| 1960 | В агонії           | Лаура Лембах              |
| 1962 | Сід                | донья Уррака              |
| 1963 | Фізики             | доктор Матільда фон Цанд  |
| 1966 | Двоє на гойдалках  | вона                      |
| 1966 | Троянки            | Андромаха                 |
| 1967 | Небіжчик           | Ріна                      |
| 1973 | Вишневий сад       | Любов Андріївна Раневська |
| 1974 | Яні-баламут        | цариця                    |
| 1976 | Щасливі дні        | Вінні                     |

#### У кіно
| Рік       |    | Назва              | Роль     |
| --------- | -- | ------------------ | -------- |
| 1971      | тф | Земляки            |          |
| 1973      | тс | Телевізійний ребус |          |
| 1977      | тс | Хитрий Петро       |          |
| 1977      | тф | Дощове сонце       |          |
| 1980      | тф | Вчитель            |          |
| 1981      | тф | Самотия            | Міляна   |
| 1982      | тс | Ілінден            | Василіка |
| 1982      | тф | Ягня на заклання   | Олена    |
| 1986      | тс | Галас у Салоніках  | Євдокія  |
| 1986-1987 | тс | Випадки з життя    | Ана      |
| 1988      | ф  | Канікули мерців    | Афіна    |
| 1990      | тс | Канікули мерців    | Афіна    |

### Режисерська діяльність

#### У театрі
| Рік  | Назва                               |
| ---- | ----------------------------------- |
| 1956 | Дім Бернарди Альби                  |
| 1957 | Веселе сновидіння                   |
| 1958 | Порив вітру                         |
| 1960 | Райський куточок                    |
| 1962 | Сід                                 |
| 1962 | Пігмаліон                           |
| 1963 | Вкрадений принц і втрачена принцеса |
| 1964 | Македонська героїчна поезія         |
| 1965 | Богомільська балада                 |
| 1965 | Біженка                             |
| 1968 | Дамський кравець                    |
| 1970 | Кабала святош                       |
| 1971 | Володимир і Косара                  |
| 1972 | Біженка                             |
| 1973 | Вишневий сад                        |
| 1975 | Рибальські сварки                   |
| 1986 | Багач Теодос                        |
| 1985 | Кіт у мішку                         |
| 1989 | Батько                              |

#### У кіно
| Рік  |    | Назва                 |
| ---- | -- | --------------------- |
| 1967 | тс | Передбачити сто бід   |
| 1968 | тс | Божевільний і черниця |